# Hans Nägle
Hans Nägle, auch Hanns Nägle, (* 8. Februar 1902; † unbekannt) war ein deutscher Bobfahrer. Er gewann 1928 eine olympische Bronzemedaille.
Hans Nägle nahm 1928 mit dem Bob von Hanns Kilian vom SC Riessersee an den Olympischen Winterspielen in St. Moritz teil. Der Fünferbob in der Besetzung Hanns Kilian, Valentin Krempl, Hans Heß, Sebastian Huber und Hans Nägle gewann die Bronzemedaille hinter den Bobs aus den Vereinigten Staaten. 1930 gewann Nägle im von Werner Zahn gesteuerten Fünferbob des Berliner Sport-Clubs die Deutsche Meisterschaft.